# Robert Schuster
Robert Schuster, né le 3 février 1970 à Meißen, est un metteur en scène allemand.

## Biographie
De 1991 à 1992, Robert Schuster fait ses études supérieures en sciences de la culture et arts du spectacle à l’université Humboldt de Berlin et, à partir de 1992, des études en mise en scène au conservatoire d'art dramatique Ernst-Busch de Berlin où il rencontre son camarade Tom Kühnel, avec lequel il fera plusieurs mises en scène dans les années suivantes. Un trait caractéristique de leur travail est l'apparition des marionnettes à côté des acteurs. Pour cela, ils coopèrent avec Suse Wächter. Pour leur mise en scène de la pièce Die Maßnahme (La Décision) de Bertolt Brecht au théâtre bat de Berlin en 1994, ils obtiennent le prix Max Reinhardt de l’Autriche et pour Weihnachten bei Iwanows d’Alexandre Vvedenskij au théâtre Maxime Gorki le prix Friedrich Luft de Berlin.
Après un engagement au Staatsschauspiel de Francfort-sur-le-Main, Schuster et Kühnel dirigent le Théâtre à la Tour (TAT) dans la même ville de 1999 à 2002, avec William Forsythe. En 2001, ils revivent la tradition de l'experimenta au TAT. Schuster et Kühnel suivent, en 2000, une invitation de l'ONU à New York, où ils montrent aux diplomates et hommes d’État la pièce Kontingent de l'équipe d'auteurs « Sören Voima », qu'ils avaient réalisée à la Schaubühne de Berlin.
Depuis 2000, Robert Schuster fait ses mises en scène tout seul, entre autres aux théâtres de Bâle, Brême, Fribourg, Leipzig, Düsseldorf, Francfort et au Deutsches Theater de Berlin (par exemple, Tartuffe ou l'Imposteur de Molière). En 2001, il est nommé membre de l'Académie allemande d'art dramatique.
Dès 2002, il met en scène également des opéras, Norma de Bellini à Bâle en 2002, Le Nez de Chostakovitch à Bâle en 2004, King Arthur de Purcell à Fribourg en 2013.
En 2004, il est nommé professeur ordinaire en mise en scène au conservatoire d'art dramatique Ernst-Busch de Berlin.
En 2012, il réalise son premier film Draußen ist drüben (Dehors c’est l’autre côté), dans lequel il s’occupe de son enfance et jeunesse dans l’ex-Allemagne de l’Est. En plus, le film touche au sujet du transfert des maisons qui appartenaient à des familles juives en Allemagne avant 1933.
En 2013, il met en scène Mesure pour mesure de William Shakespeare au Théâtre national de Strasbourg. En 2016, il réalise le projet afghano-franco-allemand "Kula - vers l'Europe" au Théâtre national allemand de Weimar et aux Plateaux Sauvages, Fabrique artistique et culturelle de la Ville de Paris.
Il est le frère du biophysicien Stefan Schuster.